# 46 Hestija
46 Hestija (mednarodno ime 46 Hestia, starogrško starogrško Ἑστία: Estía) je velik asteroid tipa P v glavnem asteroidnem pasu. 

## Odkritje
Asteroid je odkril Norman Robert Pogson (1829 – 1891) 16. avgusta 1857 . 
Ime je dobil po Hestiji, boginji domačega ognjišča v grški mitologiji.

## Lastnosti
Asteroid Hestija obkroži Sonce v 4,01 letih. Njegova tirnica ima izsrednost 0,172, nagnjena pa je za 2,342° proti ekliptiki. Njegov premer je 124,1 km, okrog svoje osi pa se zavrti v 21,04 urah. Je največje telo v asteroidni družini Hestija.